# Stereotypes
Stereotypes är den brittiska alternativa rockgruppen Blurs fjortonde singel, utgiven den 5 februari 1996. Som bäst nådde singeln plats 7 på den brittiska topplistan. Detta var den tredje singeln som hämtades från albumet The Great Escape. 

## Låtlista
Samtliga låtar är skrivna av Albarn/Coxon/James/Rowntree
- 7" and Cassette

1. "Stereotypes"
2. "The Man Who Left Himself"
3. "Tame"

- CD

1. "Stereotypes"
2. "The Man Who Left Himself"
3. "Tame"
4. "Ludwig"

- Internationella CDs

1. "Stereotypes"
2. "The Horrors"
3. "A Song"
4. "St Louis"